# 東晋次
東 晋次（ひがし しんじ、1944年 - 2021年10月25日）は、日本の中国史研究者。愛媛大学教育学部助教授、三重大学教育学部教授を務めた。

## 経歴
三重県北牟婁郡紀伊長島町（現：紀北町）生まれ。1968年に名古屋大学文学部史学科を卒業。卒業論文のテーマは党錮事件であった。1974年、名古屋大学大学院文学研究科博士課程を単位取得退学。
1976年、愛媛大学教育学部講師となり、1978年より1987年まで同大学教育学部助教授。1987年に三重大学教育学部助教授となり、1991年に同大学教育学部教授となった。
1993年に名古屋大学に学位請求論文「後漢時代の政治と社会」を提出し、1994年に博士（歴史学）の学位を取得した。1995年には名古屋大学出版会より同論文を単著として出版した。

## 著書

### 単著
- 『後漢時代の政治と社会』名古屋大学出版会、1995年11月30日。ISBN 978-4-8158-0271-4。
- 『王莽 : 儒家の理想に憑かれた男』白帝社〈白帝社アジア選書3〉、2003年11月4日。ISBN 978-4-89174-635-3。
- 『退職老人の日本語教育：日中協同教育in天津』白帝社、2017年9月30日。ISBN 978-4-86398-303-8。

### 共著
- 東晋次 訳注 著「I 古代農民叛乱」、谷川道雄・森正夫 編『中国民衆叛乱史 1 : 秦〜唐』平凡社〈東洋文庫336〉、1978年8月1日、1-83頁。ISBN 978-4582803365。
- 東晋次 著「1 秦漢帝国論」、谷川道雄編著 編『戦後日本の中国史論争』河合教育文化研究所、2001年11月1日。ISBN 978-4879999894。